# Улица Виру
Улица Ви́ру (эст. Viru tänav) — улица в историческом районе Старый город Таллина, столицы Эстонии.

## География
Пролегает в микрорайоне Ваналинн городского района Кесклинн. Соединяет центр Старого города, площадь Вана-Тург, улицы Вене и Ванатуру-каэл с Пярнуским шоссе. «Главная туристическая улица» Таллина. Протяжённость улицы — 394 метра.

## История
Первоначальные названия улицы — Нарвская улица и Глиняная улица (эст. Savi tänav, нем. Lehmstrasse, было дано по находившимся поблизости разработкам глины).
Современное название улицы связано с восточной эстонской провинцией Вирумаа, поскольку по улице был въезд в Таллин с востока. Крупнейшим городом на востоке Эстонии являлся город Нарва, в этой связи эта же улица была и Нарвской. Название Виру впервые встречается у Антона Тора Хелле (wirro ulits, «Краткое введение в эстонский язык», 1732).
На улице находились одноименные улице ворота таллинских городских укреплений — Вируские ворота. Ворота были возведены в конце XIII века, в начале XIV века их перестроили. Перед воротами существовал ров с водой и подъемный мост. Проезд в город через ворота защищала сделанная из дубового окованного железом бруса подъемная решётка. В 1345—1355 годах возведена надвратная башня, ещё две наружные прикрывающие ров башни возведены в 1454 году. У ворот располагалась водяная мельница.
На улице находился жилой дом известного военного деятеля времён шведского владычества в Таллине — Якоба Делагарди.
У нарвских ворот разыгралась известная таллинская трагедия — здесь в корчме пастор Панике зарубил топором обслуживавшую его служанку, испортившую ему три омлета и дерзко разговаривавшую с ним. Место его казни на Ратушной площади вымощено камнями в виде половинки креста (L).
С XVII века крепостные сооружения Таллина перестали быть эффективной защитой города. В 1843 году ворота и мельница были снесены. С прокладкой в 1888 году в центр Таллина конки была разобрана и главная надвратная башня, мешавшая проезду транспорта, и от всего комплекса сохранились только предвратные башни.
В 1880-е годы на углу Виру и Вене был построен дом «рыбного короля» Василия Дёмина. В 1886 году, первой из городских улиц, улица Виру была вымощена камнем. В ноябре 1905 года первым в городе получил электрическое освещение магазин Леопольда Бика.
В 1920-е годы улица была одним из центров проституции.

## Застройка
Дом 1 —  бывший дом В. Дёмина.

Дом 2 — Ресторан «Peppersack» — средневековый дом. Построен в 1434 году, на месте более старого деревянного здания и имеет обычный для купеческих домов готической эпохи вид.

Дом 3 — Музей-выставка орудий пыток.

Дом 4 — в советское время кинотеатр «Октообер» (эст. Oktoober), ныне помещение арендует Школа Св. Иоанна Богослова.

Дом 10 — в советское время кинотеатр «Пионер» (эст. Pioneer).

Вне городских крепостных стен на улице находится крупный цветочный рынок, за ним к улице примыкает парк «Горка поцелуев».
В 2011 году на улице, около так называемого «австралийского» ресторана «Goodwin» («Goodwin Steak House», дом 22), установлена скульптура сидящей на лавочке коровы (скульптор Тауно Кангро).

## Архивные фотографии улицы
- Начало 20-го столетия
- 1904 год
- 1910–1915 гг.
- 1910–1918 гг.
- улицы, 1920-е годы
- Дом 3, 1920-е годы
- Перекрёсток улиц Виру и Вене, дом Демина, 1920-е годы
- 1939 год
- Автобус на улице, 1930–1940-е годы
- Праздник 1 мая, 1941 год
- 1960-е годы
- Начало улицы, 1962 год
- Дом 4, кинотеатр «Октябрь» («Гелиос»), 1970 год
- Дом 10, кинотеатр «Пионер», 1990 год
- Магазин «Eesti King», 1990 год
- Киоски, 1992 год
- 1996 год
- Уличное кафе, 1996 год
- 1997 год
- Уличные кафе, 2001 год